# 2005年世界短道速滑团体锦标赛
2005年世界短道速滑团体锦标赛于2005年3月5日-2005年3月6日在韩国春川举行。世界短道速滑团体锦标赛由国际滑冰联盟主办，该组织还举办速度滑冰和花样滑冰世界杯和锦标赛。
根据短道速滑世界杯的成绩，排名前八的队伍能够自动获得参赛资格，分为两个半区，每个半区四支队伍。每个队伍有四名选手参加500米和1000米，两名选手参加3000米，还有女子3000米接力和男子5000米接力。单项比赛的前四名分别获得5、3、2、1分；接力比赛的前四名分别获得10、6、4、2分；若是犯规，赋予0分。
每个半区排名第一的队伍进入决赛，排名第四的队伍被淘汰；剩余四队进入复赛，前两名进入决赛，后面两名被淘汰；而决赛又在四组队伍中比拼，决定最终排名。

## 比赛结果
| 项目 | 金牌                                                                                              | 银牌                                          | 铜牌                                                                                      |
| 男子 | 加拿大 · 弗朗索瓦-路易·特朗布莱 · 马蒂厄·蒂尔科特 · 史蒂夫·罗比拉德 · 埃里克·贝达尔 · 夏尔·阿默兰 | · 安贤洙 · 李承勋 · 宋炅泽 · 徐昊辰 · 李在卿  | 中国 · 李野 · 李佳军 · 李蒿楠 · 隋宝库 · 崔亮                                             |
| 女子 | · 崔恩景 · 陈善有 · 姜允美 · 吕秀妍 · 全多慧                                                      | 中国 · 王濛 · 楊揚 · 程晓蕾 · 朱米乐 · 付天余 | 加拿大 · 阿兰娜·克劳斯 · 阿努克·勒布朗-布歇 · 卡琳娜·罗白日 · 塔尼娅·维桑 · 阿曼达·奥弗兰 |

## 积分排名

### 男子
| 排名 | 国家   | 分数       |
| ---- | ------ | ---------- |
| 金牌 | 加拿大 | 43         |
| 銀牌 |        | 36         |
| 銅牌 | 中国   | 22         |
| 4    | 日本   | 17         |
| 5    | 義大利 | 复活赛淘汰 |
| 6    | 英国   | 复活赛淘汰 |
| 7    | 俄羅斯 | 资格赛淘汰 |
| 8    | 法國   | 资格赛淘汰 |

### 女子
| 排名 | 国家   | 分数       |
| ---- | ------ | ---------- |
| 金牌 |        | 43         |
| 銀牌 | 中国   | 35         |
| 銅牌 | 加拿大 | 24         |
| 4    | 日本   | 17         |
| 5    | 義大利 | 复活赛淘汰 |
| 6    | 俄羅斯 | 复活赛淘汰 |
| 7    | 法國   | 资格赛淘汰 |

## 另请参阅
- 2004年至2005年短道速滑世界杯
- 2005年欧洲短道速滑锦标赛
- 2005年世界短道速滑锦标赛